# Hofanlage Am Brink 7
Die Hofanlage Am Brink 7, Ecke Lindenallee, in der niedersächsischen Gemeinde Geestland, Ortsteil Ankelohe, im Landkreis Cuxhaven, stammt aus der Mitte und von Ende des 19. Jahrhunderts.
Aktuell (2024) wird sie als Wohnhaus und wohl landwirtschaftlich genutzt.
Die Gebäude stehen unter Denkmalschutz (siehe auch Liste der Baudenkmale in Geestland).

## Beschreibung
Die Hofanlage besteht aus:
- einem eingeschossigen giebelständigen hinteren Wohn- und Wirtschaftsgebäude von um 1860 als Zweiständer-Hallenhaus auf Feldsteinsockel in rasterförmigem engen Fachwerk mit Steinausfachungen, Satteldach, Wirtschaftsgiebel mit der regionaltypischen Verbretterung im oberen Giebeldreieck sowie korbbogiger Grooter Door; der Wohnteil im frühen 20. Jh. massiv erneuert und erweitert mit segmentbogigen Fenstern mit stark betonten Ziegelstürzen,[2]
- einer eingeschossigen giebelständigen vorderen Scheune von 1899 in Fachwerk mit Steinausfachungen, Satteldach und außermittiger Längsdurchfahrt mit doppelbogigem Tor, Verkleidung des Giebeldreiecks sowie mit Schwelle-Rähm-Streben,[3]
- und weiteren nicht denkmalgeschützten Nebenanlagen.

Das Landesdenkmalamt befand u. a.: „[…] ortsgeschichtlicher und gebäudetypischer Zeugniswert sowie aufgrund ihrer städtebaulichen Bedeutung durch die räumliche Struktur der Hofanlage im Ortskern […]“